# Gbadolite
Gbadolite is een hoofdplaats van de provincie Noord-Ubangi, gelegen in het uiterste noorden van de Democratische Republiek Congo. In 2004 werd de bevolking geschat op 42.000, in 2023 op 50.000.
Gbadolite was de woonplaats van de ouders van Mobutu Sese Seko, de president van Zaïre (nu Democratische Republiek Congo). Hij zorgde ervoor dat de bevolking van Gbadolite een aantal voordelen kregen die de rest van het land niet had, zoals betrouwbare elektriciteitsvoorziening van de SNEL en drinkwater van de Regideso. De wegen waren goed onderhouden, in tegenstelling tot de wegen in de rest van het land.
Mobutu bouwde Gbadolite uit tot een luxueuze stad, soms "Versailles in de jungle" genoemd. Hij liet een hydro-elektrische centrale bouwen op de Ubangi-rivier in Mobayi-Mbongo; de internationale luchthaven Mwanda Airport, waar de Concorde kon landen; en drie grote paleizen. Hierdoor hadden de stadsbewoners weinig moeite banen te vinden. Tijdens het bewind van Mobutu huisvestte Gbadolite ondernemingen zoals CDIA voor landbouwproducten, SOZAGEC voor wegenaanleg en SAFRICAS voor huizenbouw. De stad had een ziekenhuis met hoogtechnologische faciliteiten die in 1997 vernield werden. Gbadolite had ook een Collège présidentiel, een middelbare school beheerd door de paters Jezuïeten. Er was een luxueuze kerk Chapelle Marie la Misericorde waar Mobutu's eerste vrouw, Mama Mobutu, begraven werd.
Twee paleizen werden even buiten Gbadolite gebouwd, in Kawele. Een ervan was een complex met Chinese pagodes en het andere een modern landhuis. Ze werden gebruikt als residentie voor Mobutu en zijn gasten. Het paleis met drie verdiepingen in Gbadolite zelf werd gebruikt voor publieke gelegenheden.
Toen Laurent Kabila in 1997 Mobutu afzette werd Gbadolite onder de voet gelopen en de paleizen werden geplunderd.
In 1998 werd Gbadolite veroverd door de rebellengroep Mouvement de Libération du Congo (MLC) geleid door Jean-Pierre Bemba en gesteund door Oeganda. Het werd hun hoofdkwartier.
Mobutu's paleizen zijn tegenwoordig overwoekerd door planten.
Sankuru · Bas-Uele · Kongo Central · Kwango · Kwilu · Mai-Ndombe · Kinshasa · Kasaï · Lulua · Kasaï oriental · Lomami · Maniema · Zuid-Kivu · Noord-Kivu · Ituri · Haut-Uele · Tshopo · Noord-Ubangi · Mongala · Zuid-Ubangi · Evenaarsprovincie · Tshuapa · Tanganyika · Haut-Lomami · Lualaba · Haut-Katanga